# Кіно-Театр (журнал)
«Кіно-Театр» — український мистецький ілюстрований журнал. Журнал засновано у 1995 році студентами Національного університету «Києво-Могилянська Академія», слухачами курсу «Кіномистецтво» на чолі з кінокритиком Ларисою Брюховецькою. До редколегії увійшли відомі режисери, драматурги, культурологи.
У 1999 році редакція заснувала серію «Бібліотека журналу „Кіно-Театр“», з якої видано чотирнадцять книжок: монографії, наукові збірники, дайджести, буклет. 2005 року на базі журналу створено Науково-дослідний центр кінематографічних студій.

## Редколегія
Головний редактор: Лариса Брюховецька
- Безгін Ігор
- Януш Ґазда, Польща
- Гайдабура Валерій
- Гладій Григорій, Канада
- Елен Сіксу, Франція
- Скуратівський Вадим
- Чміль Ганна